# 韓彰
韓彰是小說《三俠五義》和《包青天》裡的一個人物。他的外表高大，有著黃鬚。是黄州人氏，行伍出身。為陷空島五鼠之一，排行老二，手使一把刀，因善打毒藥鏢，會作地溝、挖地雷，人稱徹地鼠。和五弟白玉堂是知己，兩人都很喜歡吃魚。為人好打抱不平，十分講義氣，願為朋友兩肋插刀，極守承諾。性格很倔強，容易魯莽行事，但也容易被情義說服。後同眾鼠歸降開封府，輔佐包拯。

## 演員
- 包青天 (1974年電視劇)：江南
- 包青天 (1993年電視劇)：吳元俊
- 七俠五義 (1994年電視劇)：游安順
- 老鼠愛上貓：杜汶澤
- 包青天 (2009年電視劇)：畢瀚文
- 包青天之七俠五義：苗青

## 外部連結
- 《「五鼠鬧東京」故事研究》 （页面存档备份，存于）
- 《三俠五義》人物形象研究